# استوله دیمیتریفسکی
استوله دیمیتریفسکی (مقدونی: Столе Димитриевски؛ زادهٔ ۲۵ دسامبر ۱۹۹۳) بازیکن فوتبال اهل مقدونیه شمالی است.
از باشگاه‌هایی که در آن بازی کرده‌است می‌توان به باشگاه فوتبال رایو وایکانو، باشگاه فوتبال گرانادا، باشگاه فوتبال اودینزه، باشگاه فوتبال کادیس، و باشگاه فوتبال رابوتنیچکی اشاره کرد.
وی همچنین در تیم‌های ملی فوتبال زیر ۲۱ سال مقدونیه شمالی، و مقدونیه شمالی بازی کرده‌است.